# Gastronomia de Noruega
La gastronomia noruega és l'expressió de l'art culinari desenvolupat a Noruega. En la seva forma tradicional es basa principalment en les matèries primeres disponibles a Noruega. Es diferencia en molts aspectes de la cuina continental amb un enfocament més fort en la caça i el peix. Molts dels plats tradicionals són fruit de l'ús de materials conservats a causa dels llargs hiverns.
La cuina noruega moderna, tot i que encara està molt influenciada pel seu rerefons tradicional, s'ha vist influenciada per la globalització: la pasta, la pizza, els tacos i similars són tan comuns com les mandonguilles i el bacallà com a aliments bàsics.

## Aliments

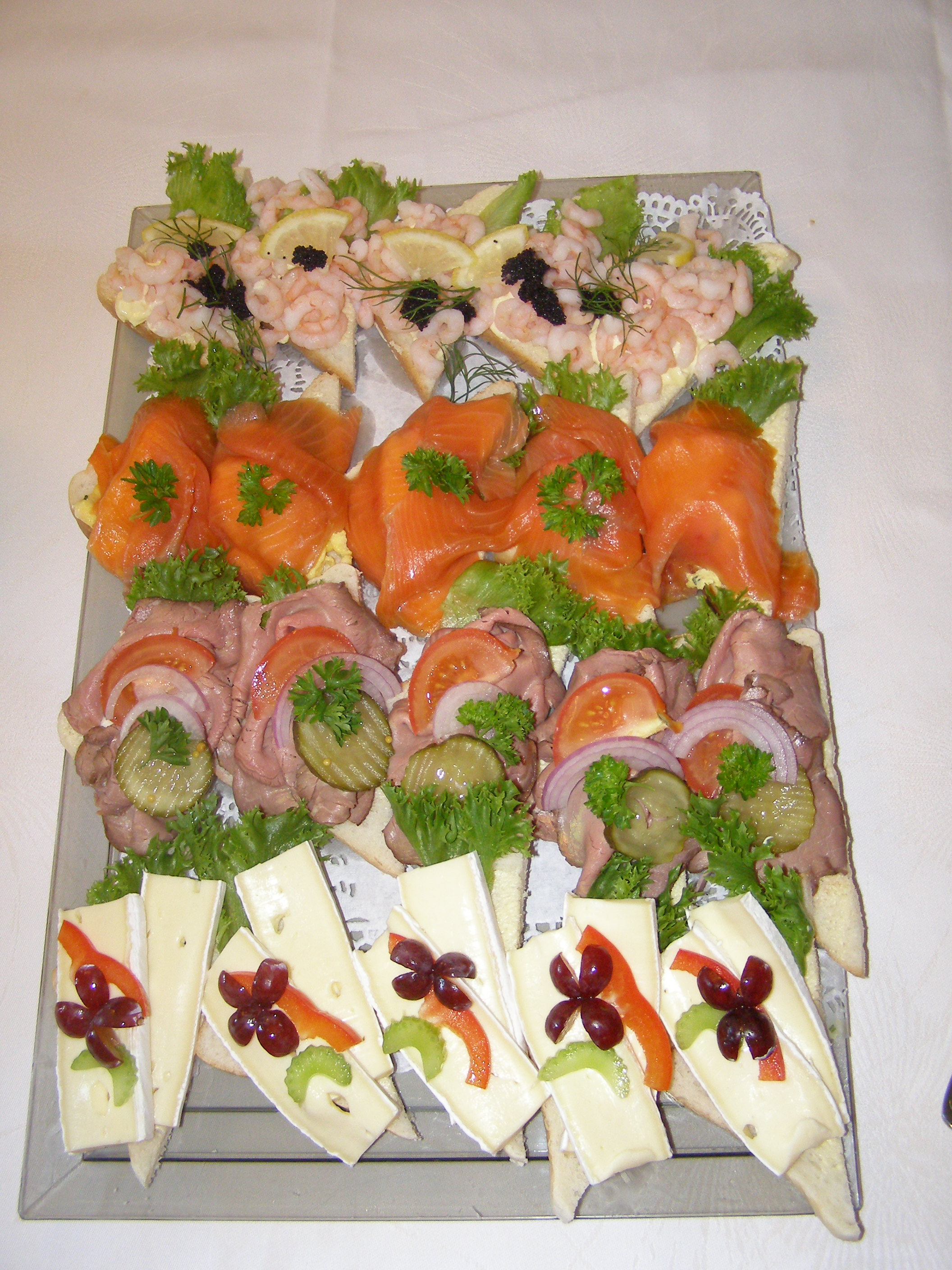
Smørbrød noruecs

La riquesa pesquera del país fa de Noruega un dels majors exportadors de peix del món. En aquest sentit, el salmó noruec és especialment conegut. Per aquest motiu, el peix ha entrat en els hàbits alimentaris noruecs, tant que es consumeix fins a quatre cops per setmana. Es prepara a la planxa, fumat, marinat o al vapor. Entre els plats més comuns es troben els gravlax i el rakfisk, una truita fermentada. Aquest producte és el protagonista dels smørbrød (entrepà obert típic de la cuina escandinava).
El xai és l'animal més criat i la seva carn té la característica de tenir un baix contingut en greix. Amb aquesta matèria primera es cuina el fårikål, considerat el plat nacional: un guisat en què la carn s'acompanya de col. La carn també s'utilitza per produir embotits fumats, també es desenvolupen granges de bestiar majoritàriament anomenades morr. Al Vestlandet, especialment a la ciutat de Voss, també està molt estès l'anomenada smalahove, un cap d'ovella fumat.
En el sector làctic, cal destacar el formatge de cabra geitost: un formatge fumat de sabor dolç, molt semblant a la mantega de cacauet. El pultost és un formatge elaborat amb llet crua de vaca i aromatitzat amb llavors de comí. Noruega també té molts formatges com el gamalost, el geitost i el kraftkar, que va ser votat com el millor formatge del món durant els World Cheese Awards 2016.
Entre les postres hi ha el lukket valnøtt, un pastís a base de massapà cobert de nata muntada.
El vi, els licors i la cervesa amb alt contingut alcohòlic només es poden comprar a Vinmonopolet, licoreries de propietat estatal ubicades a les principals ciutats. En canvi, la cervesa es pot comprar al supermercat, però només fins a una hora determinada del dia. Aquest horari varia d'un lloc a un altre, però per llei no pot superar les 20 h els dies laborables i les 18 h els dissabtes i vigílies de festius. L'única excepció és el dia abans de la festa de l'Ascensió, que es considera entre setmana. Els diumenges, festius i dies d'eleccions o referèndums no es pot vendre alcohol a les botigues, ni els dies 1 i 17 de maig. Per a les cerveses amb una graduació alcohòlica inferior a 2,5° no hi ha límits de venda.